# Joseph Pibul Visitnondachai

Bischofswappen von Joseph Pibul Visitnondachai

Joseph Pibul Visitnondachai (Thai: ยอแซฟ พิบูลย์ วิสิฐนนทชัย; * 1. Juni 1946 in Sano Loi, Landkreis Bang Bua Thong, Provinz Nonthaburi, Zentral-Thailand) ist ein thailändischer Geistlicher und emeritierter Bischof von Nakhon Sawan.

## Leben
Der Erzbischof von Bangkok, Michael Michai Kitbunchu, spendete ihm am 17. März 1974 das Sakrament der Priesterweihe.
Papst Benedikt XVI. ernannte ihn am 19. Juni 2009 zum Bischof von Nakhon Sawan. Der emeritierte Erzbischof von Bangkok, Michael Michai Kardinal Kitbunchu, spendete ihm am 12. September desselben Jahres die Bischofsweihe. Mitkonsekratoren waren Brunei Darussalam, und Francis Xavier Kriengsak Kovitvanit, Altbischof von Nakhon Sawan, und Erzbischof Salvatore Pennacchio, Apostolischer Nuntius in Thailand, Singapur und Kambodscha sowie Apostolischer Delegat in Myanmar, Laos, Malaysia.
Am 13. Februar 2024 nahm Papst Franziskus seinen altersbedingten Rücktritt an.